# Dino Toppmöller
Dino Nicolas Toppmöller (23 de noviembre de 1980) es un exjugador y entrenador de fútbol alemán. Actualmente dirige al Eintracht Frankfurt de la Bundesliga.

## Trayectoria
En su carrera como jugador en activo, Toppmöller no solo disputó 31 partidos de liga regional con seis goles, sino que disputó 128 partidos en la 2. Bundesliga, en los que marcó 20 goles. Jugó para el equipo de la liga regional SSV Jahn Regensburg en la temporada 2005/06. El 12 de agosto de 2006 firmó con el Kickers Offenbach. En septiembre de 2008, recibió un contrato de un año con el FC Augsburgo de segunda división tras el descenso de los Kickers. El 7 de abril de 2009 fue puesto en libertad por motivos personales.
Después de una prueba en noviembre de 2009, fue fichado para la segunda mitad de la temporada por el club de la Primera División de Luxemburgo F91 Dudelange durante las vacaciones de invierno de la temporada 2009-10. Desde julio de 2010 jugó en la Rheinlandliga de sexta categoría en el FSV Salmrohr, donde también fue capitán. En la temporada 2010-11 de la Rhineland League, ascendió a la Oberliga Südwest con el FSV Salmrohr, 18 puntos por delante del SV Mehring. Además, Toppmöller fue máximo goleador de la Liga de Renania con 36 goles. En la siguiente temporada de la Oberliga 2011-12 volvió a ser máximo goleador con 25 goles.
Tras desacuerdos con el entrenador Patrick Klyk a finales de septiembre de 2012, Toppmöller decidió dejar el club y se rescindió el contrato. En diciembre de 2012 se unió al SV Mehring de la Oberliga junto con su hermano Tommy. A partir de entonces, trabajó junto con Robert Jung como entrenador asistente de juego. Después de la renuncia de Jung, asumió la responsabilidad exclusiva; la liga estaba asegurada en la última jornada. Dejó su trabajo en SV Mehring en enero de 2014.
En junio de 2016 se convirtió en entrenador del F91 Dudelange, llevándolos a la fase de grupos de la Liga Europa de la UEFA por primera vez en la historia del club en 2018-19, campaña que el F91 Dudelange terminó con un punto tras un empate en su último partido contra el Real Betis Balompié. Esta hazaña hizo historia en la historia del fútbol de Luxemburgo, ya que Dudelange no solo fue el primer equipo en clasificarse en la fase de grupos de cualquier competición europea, sino que también logró obtener un punto. Se unió al equipo belga Virton después de esa temporada, después de haber pasado un breve período con ellos antes de ser liberado después de solo una temporada.
El 20 de julio de 2020 fue presentado como entrenador asistente de Julian Nagelsmann en el RB Leipzig. El 18 de junio de 2021 siguió al entrenador Nagelsmann para ser su asistente en el Bayern de Múnich. El 24 de marzo de 2023, el Bayern despidió a Nagelsmann junto con sus entrenadores asistentes, incluido Toppmöller.
El 12 de junio de 2023, fue nombrado entrenador del club Eintracht Frankfurt de la Bundesliga.

## Estadísticas como entrenador
| Equipo                         | Div.                | Temporada           | Liga  | Liga | Liga | Liga | Liga |       | Copa | Copa | Copa | Copa  |    | Internacional | Internacional | Internacional | Internacional | Internacional |   | Otros | Otros | Otros | Otros |    | Totales     | Totales | Totales | Totales | Totales | Totales | Totales | Totales |
| Equipo                         | Div.                | Temporada           | Part. | G    | E    | P    | Pos. | Part. | G    | E    | P    | Part. | G  | E             | P             | Pos.          | Part.         | G             | E | P     | Part. | G     | E     | P  | Rendimiento | GF      | GC      | Dif.    |         |         |         |         |
| ------------------------------ | ------------------- | ------------------- | ----- | ---- | ---- | ---- | ---- | ----- | ---- | ---- | ---- | ----- | -- | ------------- | ------------- | ------------- | ------------- | ------------- | - | ----- | ----- | ----- | ----- | -- | ----------- | ------- | ------- | ------- | ------- | ------- | ------- | ------- |
| F91 Dudelange Luxemburgo       | 1.ª                 | 2016-17             | 26    | 20   | 5    | 1    | 1.º  | 6     | 6    | 0    | 0    | 2     | 0  | 1             | 1             | 2ªR           | -             | -             | - | -     | 34    | 26    | 6     | 2  | 82.35%      | 97      | 19      | +78     |         |         |         |         |
| F91 Dudelange Luxemburgo       | 1.ª                 | 2017-18             | 26    | 22   | 2    | 2    | 1.º  | 2     | 1    | 0    | 1    | 2     | 0  | 0             | 2             | 2ªR           | -             | -             | - | -     | 30    | 23    | 2     | 5  | 78.89%      | 97      | 32      | +65     |         |         |         |         |
| F91 Dudelange Luxemburgo       | 1.ª                 | 2018-19             | 26    | 18   | 5    | 3    | 1.º  | 6     | 6    | 0    | 0    | 14    | 4  | 4             | 6             | FG            | -             | -             | - | -     | 46    | 28    | 9     | 9  | 67.39%      | 115     | 64      | +51     |         |         |         |         |
| F91 Dudelange Luxemburgo       | Total               | Total               | 78    | 60   | 12   | 6    | -    | 14    | 13   | 0    | 1    | 18    | 4  | 5             | 9             | -             | -             | -             | - | -     | 110   | 77    | 17    | 16 | 75.15%      | 309     | 115     | +194    |         |         |         |         |
| Virton · Bélgica               | 2.ª                 | 2019-20             | 17    | 9    | 2    | 6    | Inc. | 1     | 0    | 0    | 1    | -     | -  | -             | -             | -             | -             | -             | - | -     | 18    | 9     | 2     | 7  | 53.7%       | 29      | 17      | +12     |         |         |         |         |
| Virton · Bélgica               | Total               | Total               | 17    | 9    | 2    | 6    | -    | 1     | 0    | 0    | 1    | -     | -  | -             | -             | -             | -             | -             | - | -     | 18    | 9     | 2     | 7  | 53.7%       | 29      | 17      | +12     |         |         |         |         |
| Eintracht Frankfurt · Alemania | 1.ª                 | 2023-24             | 34    | 11   | 14   | 9    | 6.º  | 3     | 2    | 0    | 1    | 10    | 4  | 2             | 4             | 1/16          | -             | -             | - | -     | 47    | 17    | 16    | 14 | 47.52%      | 77      | 64      | +13     |         |         |         |         |
| Eintracht Frankfurt · Alemania | 1.ª                 | 2024-25             | 34    | 17   | 9    | 8    | 3.º  | 3     | 2    | 0    | 1    | 12    | 7  | 2             | 3             | 1/4           | -             | -             | - | -     | 49    | 26    | 11    | 12 | 60.54%      | 95      | 65      | +30     |         |         |         |         |
| Eintracht Frankfurt · Alemania | 1.ª                 | 2025-26             | 0     | 0    | 0    | 0    | -    | 1     | 1    | 0    | 0    | 0     | 0  | 0             | 0             | -             | -             | -             | - | -     | 1     | 1     | 0     | 0  | 100%        | 5       | 0       | +5      |         |         |         |         |
| Eintracht Frankfurt · Alemania | Total               | Total               | 68    | 28   | 23   | 17   | -    | 7     | 5    | 0    | 2    | 22    | 11 | 4             | 7             | -             | -             | -             | - | -     | 97    | 44    | 27    | 26 | 54.64%      | 177     | 129     | +48     |         |         |         |         |
| Total en su carrera            | Total en su carrera | Total en su carrera | 163   | 97   | 37   | 29   | -    | 22    | 18   | 0    | 4    | 40    | 15 | 9             | 16            | -             | -             | -             | - | -     | 225   | 130   | 46    | 49 | 64.59%      | 515     | 261     | +254    |         |         |         |         |
| 1. 2.                          |                     |                     |       |      |      |      |      |       |      |      |      |       |    |               |               |               |               |               |   |       |       |       |       |    |             |         |         |         |         |         |         |         |

### Resumen por competiciones
| Competición                     | Partidos | Ganados | Empatados | Perdidos | %      | Resultado              |
| ------------------------------- | -------- | ------- | --------- | -------- | ------ | ---------------------- |
| División Nacional de Luxemburgo | 78       | 60      | 12        | 6        | 82.05% | Campeón                |
| Copa de Luxemburgo              | 14       | 13      | 0         | 1        | 92.86% | Campeón                |
| Segunda División de Bélgica     | 17       | 9       | 2         | 6        | 56.86% | 3.er lugar             |
| Copa de Bélgica                 | 1        | 0       | 0         | 1        | 0%     | Quinta ronda           |
| Bundesliga                      | 68       | 28      | 23        | 17       | 52.45% | 3.er lugar             |
| Copa de Alemania                | 7        | 5       | 0         | 2        | 71.43% | Octavos de final       |
| Liga de Campeones de la UEFA    | 6        | 0       | 2         | 4        | 11.11% | Segunda ronda          |
| Liga Europa de la UEFA          | 24       | 11      | 5         | 8        | 52.77% | Cuartos de final       |
| Liga Conferencia de la UEFA     | 10       | 4       | 2         | 4        | 46.67% | Dieciseisavos de final |
| TOTAL                           | 225      | 130     | 46        | 49       | 64.59% | 5 Títulos              |

## Vida personal
Es hijo de Klaus Toppmöller, quien le dio su nombre en honor al futbolista italiano Dino Zoff .